# D'ardant désir
D'ardant désir is een middeleeuws motet uit 1340 dat gaat over hoofse liefde. Het werd gezongen door reizende musici die langs de adellijke hoven in Europa trokken. In het Frans worden deze musici troubadours of trouvères genoemd. In het Duits ook wel Minnesänger.
Een belangrijk onderdeel van hun repertoire zijn minneliederen. In deze liederen wordt de hoofse liefde bezongen. Dat is de naam voor het aanbidden en bezingen van de vrouw als hoogste, maar onbereikbaar ideaal.
In plaats van stappen te ondernemen en de geliefde te veroveren, lijdt de minnaar in stilte. 
In het lied D'ardant désir zingt de troubadour:
Door vurig verlangen omarmd ween ik, arm en eenzaam, alle medelijden ontberend.
Het is een van de drie stemmen die elk een eigen tekst zingen. De drie teksten worden tegelijkertijd in het Frans en in het Latijn gezongen. Twee stemmen verwoorden het gevoel van de verstoten minnaar. Een derde stem, de tenor, vlecht hier een zin doorheen uit het Hooglied, een Bijbelboek uit het Oude Testament. Het lied wordt dus a capella ten gehore gebracht. 
Het is een lied voor kenners aan het hof, niet voor de gewone burger op straat.